# 碧水新村
碧水新村（英語：Pik Shui Sun Tsuen）是一條位於香港西貢區清水灣的新村，位於大埔仔村及香港科技大學北面，竹角以南。

## 歷史
1961年，基督教世界服務委員會籌建的「普德新村」落成，位於區士覲軍營以北、海拔120米的山坡上，面向山下白水碗的農田和牛尾海。新村建有約40間平房，其中第一期落成的平房有五排共27間，呈梯級格局，村內有建村紀念碑一座。新村居民有162人，大部份是棲身於大埔仔坳、鹿湖或九龍寨城一帶的木屋難民，其中有47人才剛來港。新村平房的建築費用由美國領事館難民移居組資助和來自美國人民的感恩節募捐得來，西貢理民府協助建屋工作。
1960年代中，新村繼續擴展並通稱為「大埔仔新村」，因避免與原大埔仔村混淆而於1969年再改為現名。碧水新村的物業大多為寮屋或牌照屋，並不是私人土地或物業，登記人不能更換、也不能轉租及轉售。
1968年，新村始獲電力供應。1976年，坑口區碧水新村互助委員會成立，以改進鄉村福利事宜。1980年，互委會會所落成啟用。現時，碧水新村大部份平房已重建成兩層高的村屋，但仍有少數單層石屋仍維持開村時的模樣。

## 事件
2020年4月28日，《壹週刊》揭發時任香港警務處助理警務處長陶輝旗下冷氣系統公司在該處登記註冊，及以未明資格於該處居住，當時《壹週刊》記者偵查期間，警察以4輛警車共12名警員對記者進行進行截查，以遊蕩罪名押返警署，又未經記者同意翻閱其調查資料，事件引起公眾嘩然。香港記者協會、攝影記者協會及壹工會均譴責事件。